# Славута II
Славу́та ІІ (Славу́та-2) (до 1974 року колійний пост 8 км) — проміжна залізнична станція 5 класу Південно-Західної залізниці, розташована за декілька км на захід від міста Славута Хмельницької області.
Є кінцевою станції гілки Славута І — Славута ІІ, що відгалужується від основної залізниці біля зупинного пункту Баранне.
Колійний пост 8 км було відкрито 1951 року. Сучасна назва, зі зміною статусу на станцію — з 1974 року.
Пасажирський рух на станції відсутній. 30 листопада 2014 року на станції було завалено пам'ятник Леніну.